# 盧英傑
盧英傑，佛教徒，香港企業家，祖籍廣東順德，工業廠房投資者，以代理兒童圖書出身。現為教育集團董事總經理，集團旗下經營合作式代理多個著名教育品牌，包括 DR-Max Disney English、香港教學電視、 《國際學生時報等》。
盧英傑同時亦身兼新界總商會第十一屆董事會董事，新界總商會致力促進香港內地經濟；就維護工商界的正當經營和合法權益；向特區政府建言獻策，加強國內外工商界的交流合作以謀求共臻繁榮。

## 創業

### 2004年
2004年，盧英傑創立公司 DR-Max，公司只有五百呎面積和三位員工，主要業務是以直銷模式售賣世界各地的兒童圖書。

### 2008年
2008年開始，合作形式代理台灣熱賣的各類圖書，員工增至六十人。

### 2009年
2009年，公司投入逾百萬港元，贏得英國著名兒童教材的香港獨家代理權，首次參與一年一度的香港書展，並創下於七天內錄得超過二百萬營業額的驕人成績。

### 2010年
2010年，盧英傑決定自家研發產品，嘗試在產品附上全港獨家的「點讀題解」功能，以「24小時隨時候命的補習老師」作賣點，推出名為 《Electronic English》的英語教材，獲得空前成功。教材推出市場僅三年，已經獲得數千家庭訂購，更於不同界別獲得多個獎項。

### 2013年-2015年
於2013和2015年，更兩屆獲得香港品牌發展局頒發香港品牌大獎，對盧英傑在教育市場的成績表示絕對肯定。
2014年，盧英傑先生更獲得香港電台第2台節目《A+專才》訪問，《A+專才》走訪各行各業年輕專才，為你打開他們的成功秘笈，分享他們在奮鬥路上遇見的人和事，甚至為你提供解難大法，示範如何打造屬於你的錦繡前程。
2015年，盧英傑先生得悉人稱「玩具爸爸」的100FUN玩具店負責人去世的消息，向其遺孀以及家人捐出十萬元以作支持及鼓勵。

## 傳媒報導

### 商識滿天下——為業務發展各出奇謀　-　頭 條 日 報
作為一位白手興家的企業家，盧英傑認為智慧在前線，因此經常和前線員工開會，亦喜歡在不同崗位出現，希望身先士卒，讓員工信服這位老闆。除了以身作則，盧英傑亦要求主管級員工每月要親自達到一定銷售額，以確保他們會保持見客習慣和與前線同事一起迎難而上的鬥心。

### 商識滿天下——創業源自父愛　－　頭 條 日 報
為了贏得市場佔有率，盧英傑直接發通告到學校，向老師銷售他們代理的產品，更為學校客戶提供一般書局未能做到的增值服務，例如包裝圖書館書籍、製作借書證及直接訂購。為留住顧客，他們不會收取因小量訂購而產生的額外費用，為公司日後發展方向埋下契機。縱然學校方面的業務利潤有限，但這些學校客戶卻為DR－Max帶來一個盧英傑早前沒有預料到的新客戶群。
盧英傑留意到不少家長傾向在購買兒童書前跟他人分享湊仔心得，或是向別人分享他們的看書和購書心得，盧英傑遂透過學校和老師接觸更多家長，並直接為他們提供增值服務，吸引他們加入成為會員，建立一個穩定增長的會員基礎。盧英傑讓女兒先閱讀他選購的英文書籍，再以過來人身份向家長分享女兒的閱讀心得及進展。當盧英傑被問到如何在家長圈中取得信任，他笑言自己很會推銷書籍，亦不時會跟家長通電話，逐一回答他們對書籍的疑問並藉機介紹書籍的優點。家長往往會因為這種貼心的經驗分享而多訂購書籍。

### 研本地化英文教材 DR-Max年收逾5000萬　－　明 報
成功男人背後都有一位女性，對於DR-Max創辦人、董事總經理盧英傑而言，這位女性肯定是他愛女無疑。13年前，盧英傑一家三口還住在長沙灣一個劏房，卻毅然「碌卡」，斥資2萬元創業，推銷兒童教材，最終發展成本港最大規模的兒童教育服務供應商，這一切都源於盧英傑愛女心切。
「我家境不好，中三時已要出來工作幫補家計，半工讀」，盧英傑憶述當年創業，「2002年女兒出世，一家三口住在劏房，當時環境確實不怎麼好。」不過，盧英傑堅持要讓女兒有良好教育，「找Playgroup、找英文教材，再加上和一些家長聊天，發覺當時香港的英語教材很『離地』，例如用英文去解釋英文，或者內容不能貼近香港，有些甚至連家長都睇唔明，叫他們怎教子女？」

### 盧英傑為女創教材 年營業額過千萬　－　iMoney
「用英文或普通話教英文，小朋友點會聽得明？」兒童英語教材出版社Dr Max原主力代理英語教材，董事總經理兼創辦人盧英傑和不少家長一樣，為了讓女兒學好英語，他大灑金錢購入很多外國圖書和教材，女兒到頭來卻不屑一顧，他驚覺就算買5至6萬元一套教材，小朋友不理解、無興趣等於無用。坊間大部分教材來自外國、台灣等地，卻沒有以母語教授英文的，他決定請來編輯、設計和錄音老師，以粵語編制教材，配以卡通元素，提升小朋友學英文的興趣。
盧英傑沒有教學經驗，所有教材都是啟發自他女兒，透過她學習的過程，了解時下學生需要。他女兒當時在本地小學唸書，除課堂外，沒有甚麼機會接觸英文，讀一頁英文圖書，可能只認識一個生字。英文是學校重視的科目，盧英傑和很多家長一樣，想子女就讀英文中學，曾嘗試過很多方法，女兒仍提不起興趣，做功課時推推搪搪，他大感惆悵，「數學她起碼認識數字，但英文生字對她來說很陌生。」於是他請來一位中學生每天幫她補習，令女兒成績在短時間內大躍進，甚至現在能到英國升學。盧英傑明白到老師的講解能力相當重要，「小朋友專注不到是因為老師講課悶，若講解得好，15至20分鐘其實已經夠。」

### DR-Max 獲香港服務名牌港名牌，財爺主禮　-　香 港 文 匯 報
香港文匯報訊（記者 子京）香港品牌發展局和香港中華廠商聯合會主辦的2015年「香港名牌選舉」、「香港服務名牌選舉」、「香港新星品牌選舉」及「香港新星服務品牌選舉」43個獎項均已揭曉，頒獎典禮昨晚假灣仔會展中心會議廳舉行，前財政司司長曾俊華出席主禮。廠商會會長李秀恒及品牌發展局主席黃家和以及獲獎者數百人聚首一堂，分享喜悅。
另外，4家往屆「香港服務名牌」的獲獎者「會所1號」、「文化村」、「DR-Max」及「新時代卡拉OK」再度參賽，獲頒授「香港卓越服務名牌」。

### 玩具店結業 100fun叔叔遺孀　獲同行捐10萬　－　蘋 果 日 報
創辦益智玩具店Me100fun、人稱「100fun叔叔」的陳偉心，疑因財困日前在家中燒炭自殺亡，遺下的公司亦難以經營，遺孀被迫要結束葵涌分店業務。有熱心網民呼籲大家購物支持，出版英語教材的「DR-Max」負責人盧英傑亦會捐出10萬元，鼓勵陳妻勇敢活下去。Me100fun分店結業消息傳出後，英語教材出版社「DR-Max」負責人盧英傑表示會捐出10萬元，並製作心意卡透過蘋果日報慈善基金給陳太送上慰問和祝福。
盧英傑稱因為自己過往曾任職兒童圖書推銷員，10年前創業，雖然不認識William，但亦算是行家，對他生前苦心經營Me100fun感同身受，「做兒童教育，無論係玩具定英語教材，都係好花心思，成本好高，經營壓力好大」。
盧英傑亦表示考慮接收Me100fun賣剩的玩具，或稍後與英語教材一併提供給家長選擇。

### 勞工及福利局局長出席永不放棄同學會　－　政 府 新 聞 公 報
以下是勞工及福利局局長張建宗今日（八月八日）出席永不放棄同學會2015畢業典禮的致辭全文：
麥Sir（永不放棄同學會創辦人麥潤壽）、李兆銓校長（香港浸會大學署理校長）、盧英傑總經理（合辦機構DR-Max總經理）、鮑志良上校（香港少年領袖團上校）、各位嘉賓、各位應屆DSE同學：
今天是你們經過兩個月的互相學習、勉勵之後，總結成果，一同畢業的大日子。
首先，我衷心恭賀各位同學，遇到了你們的恩師好友──麥Sir，並在學習的過程中與同儕互相勉勵、彼此啟發。你們於「永不放棄同學會」中所學到的不但是手語、步操、如何清潔沙灘等知識和經驗，而是正向、積極、樂觀、不怕困難、團隊精神等千金難買、令你們畢生受用的做人道理。

### 盧英傑捐10萬解困 向遺孀送上慰問　－　蘋 果 日 報
創辦益智玩具店Me100fun、人稱「100fun叔叔」的陳偉心，疑因財困日前在家中燒炭自殺身亡，遺下的心血公司亦難以經營，遺孀被迫要結束葵涌分店的業務。分店結業的消息傳出後，英語教材出版社「DR-Max」負責人盧英傑表示會捐出10萬元，並製作心意卡透過《蘋果日報慈善基金》給陳太送上慰問和祝福。盧稱因為自己過往任職兒童圖書推鎖員，10年前創業，雖然不認識William，但算是行家，對他生前苦心經營Me100fun感同身受，「做兒童教育，無論係玩具定英語教材，都係好花心思，成本好高，經營壓力好大。」盧亦表示考慮接收Me100fun賣剩的玩具，或稍後與英語教材一併提供給家長選擇。

### 電子實體書相輔相成 擬推VR教材　－　明 報
對比起那些作業一大堆的坊間教材，DR-Max的教材則以「地道」和輕鬆見稱，盧英傑直言，10分鐘有效果的學習，比起花幾小時囫圇吞棗做功課，更令小朋友得益和不抗拒。盧英傑認為，自己的產品之所以受市場接受，一來自己本身也是家長，會用家長的角度去考慮產品適合與否；二來敢於嘗試，「好多所謂教材其實是無腦式出版，將作業湊合就印刷」，而DR-Max的教材除了簡單及生活化，利用其發聲筆，還可以選擇英文、中文及不同說話速度等，協助小朋友學習。

### DR-Max 盧英傑先生 出席 永不放棄同學會DSE放榜打氣大會　－RoadShow
政務司司長林鄭月娥親臨《DR-Max x麥Sir 永不放棄同學會DSE放榜打氣大會》為各位考生打氣，麥Sir以及DR-Max盧英傑先生祝願各位考生一切順利，成敗也要繼續堅持，Never Give Up！